# 大拇指公主
《大拇指公主》（おやゆび姫物語）是1992年9月30日至1993年3月31日在東京電視台系播放的日本电视动画。全26話。

## 故事介绍
7岁女孩玛雅因为很调皮，她妈妈就希望她能文静乖巧，所以向村里的魔法婆婆求助。婆婆给了她妈妈一本被施法的《拇指姑娘》的故事书。妈妈带回家念给玛雅听却念到自己睡着，玛雅拾起了书发现插图上画着的女孩与自己一模一样，然故事书发出光芒，把玛雅变成拇指般大小，然后进入了书中的世界。

## 發行

### 香港
無綫電視於1992年8月首播粵語配音版，譯名為《大拇指姑娘》，比日本首播還早，為香港首次出現這種情況，屬於非常罕見的例子。